# Paul Trajman
 (juillet 2022).
L'article doit être relu — et modifié si nécessaire — par des contributeurs indépendants pour apporter un regard critique aux contributions effectuées , tant sur la forme (notamment concernant le style encyclopédique, la proportionnalité) que sur le fond (la neutralité de point de vue, la qualité et l'indépendance des sources).
Paul Trajman, né en 1960, est un artiste peintre belge s’inscrivant dans la tradition de l’expressionnisme abstrait et du mouvement Cobra.

## Biographie
Petit fils spirituel de Pierre Alechinsky, il compte parmi les représentants de l’art brut en Belgique.
La critique salue ses « figures à l’arraché entre écriture et peinture », tracées « sans couleurs ni toile », à l’encre de chine sur papier grand format, « dans une sorte de rythmique gesticulatoire ». Maniant le pinceau « comme une plume d’écolier en le faisant grincer sur le support » (Danièle Gillemon, Le Soir, 24/11/1990).
Son œuvre se caractérise par une écriture semi automatique et une calligraphie corporelle[réf. nécessaire].
Revendiquant l’influence de Jackson Pollock, d’Henri Michaux ou de Jérôme Bosch, Paul Trajman nourrit sa création picturale de ses connaissances d’historien de l’art. Comme le souligne Bernard Noël, « il n’y a pas d’exécution, pas de repentir dans la peinture de Paul Trajman, il n’y a que de l’action, l’action immédiate de peindre. Le langage pictural du plasticien est composé d’impulsions, de pulsations, qui invitent moins au déchiffrement qu’au partage de leur flux ».
C’est dans ce cadre que furent présentés les films Comme un torrent d'André Goldberg (1997), Encre sur Encre de Sarah Blum (2009 - Nana Films), et le livre de Bernard Noël, Paul Trajman ou la main qui pense (2010 - éd. Ypsilon),,, où l’écrivain se livre à une expérience inédite, nous racontant l’art de Trajman.
Paul Trajman expose dans des expositions internationales (Bruxelles, Gand, Anvers, New York),, et figure dans la collection du roi Baudoin.
Paul était un ami du peintre Stéphane Mandelbaum.
Il apparaît dans son propre rôle dans le film de Romy Trajman et Anaïs Straumann-Lévy, Le divorce de mes Marrants (2022) sorti au cinéma et diffusé le 22 octobre 2022 sur la RTBF.